# Epoxidação Assimétrica de Sharpless
A reação de epoxidação de Sharpless é uma reação química enantiosseletiva para preparar 2,3-epóxi álcoois partindo de álcoois alílicos primários e secundários. O agente oxidante é tert-butil hidroperóxido. Este método depende de um catalisador formado por tetraisopropóxido de titânio e tartrato dietílico. 
2,3-epóxi álcoois podem ser convertidos em dióis, aminoálcoois, e éteres. Os reagentes para a epoxidação de Sharpless são disponibilizados comercialmente e relativamente baratos. K. Barry Sharpless publicou um artigo sobre a reação em 1980 e foi premiado com o Prémio Nobel da Química em 2001 por este trabalho e por outros estudos em oxidações assimétricas. O prémio foi partilhado com William S. Knowles e Ryōji Noyori.

## Catalisador
5-10 mol% de catalisador é o tipicamente utilizado. A presença de 3Å de peneiras moleculares é necessária. A estrutura do catalisador não está completamente definida, no entanto pensa-se ser um dímero de [Ti(tartrato)(OR)2].

## Seletividade
A epoxidação de álcoois alílicos é uma conversão bem utilizada em síntese química fina. A quiralidade do produto da epoxidação de Sharpless por vezes é prevista utilizando a seguinte mnemónica. Um retângulo é desenhado ao redor da ligação dupla no mesmo plano dos carbonos da ligação dupla (plano xy), com o álcool alílico no canto inferior direito e os outros substituintes nas suas posições apropriadas. Nesta orientação, o (-) tartrato dietílico interage preferencialmente com a parte superior da molécula, e o (+) tartrato dietílico interage preferencialmente com a parte inferior da molécula. Este modelo visa ser válido independentemente da substituição na olefina. A seletividade diminui com R1 maiores, mas aumenta com R2 e R3 maiores (ver introdução). 
No entanto, este método não prevê corretamente o produto de 1,2-dióis alílicos. 

## Resolução cinética
A epoxidação de Sharpless pode fornecer a resolução cinética de uma mistura racémica de 2,3-epóxi álcoois secundários. Apesar do rendimento do processo de resolução cinética não poder exceder 50%, o excesso enantiomérico aproxima-se de 100% em algumas reações.  

## Utilidade sintética
A epoxidação de Sharpless é viável num grande grupo de álcoois alílicos primários e secundários. Além disso, excetuando o anotado acima, um dado tartrato dialquílico irá ser adicionado preferencialmente à mesma face independentemente da substituição no alceno. Para demonstrar a utilidade sintética da epoxidação de Sharpless, o grupo de Sharpless criou intermediários sintéticos de vários produtos naturais: metimicina, eritromicina, leucotrieno C-1, e (+)-disparlura.
Sendo uma das poucas reações enantiosseletivas durante o seu tempo, várias alterações dos 2,3-epóxi álcoois foram desenvolvidas.
A epoxidação de Sharpless tem sido utilizada na síntese total de vários carboidratos, terpenos, leucotrienos, feromonas, e antibióticos. 
A principal desvantagem deste protocolo é a necessidade da presença de um álcool alílico. A epoxidação de Jacobsen, um método alternativo e enantiosseletivo para oxidar alcenos, resolve este problema e tolera um grupo mais largo de grupos funcionais.